# Rosa Linn
Roza Kostandian (armensko Ռոզա Կոստանդյան), poklicno znana kot Rosa Linn (armensko Ռոզա Լին), armenska pevka in besedilopiska * 20. maj 2000.

## Zgodnje življenje
Roza se je rodila v Vanadzorju v Armeniji. Klavir je začela igrati pri šestih letih. Leta 2013 je sodelovala na armenskem nacionalnem izboru za Mladinsko Pesem Evrovizije s pesmijo »Gitem«. Kot najstnica je leta 2018 živela v Wisconsinu v Združenih državah Amerike kot študentka na izmenjavi.
Rosa Linn je svojo profesionalno glasbeno kariero začela po podpisu snemalne pogodbe z ameriško založbo Nvak Collective, ki sta jo ustanovila Alex Salibian in Tamar Kaprelian. Septembra 2021 je Rosa Linn izdala svoj debitantski singel »King« v sodelovanju z ameriško pevko Kiiara.

### Pesem Evrovizije
Dne 11. marca 2022 je bilo objavljeno, da bo Rosa Linn zastopala Armenijo na Pesmi Evrovizije 2022 v Torinu v Italiji. Njena pesem »Snap«. Rosa je nastopila v prvem polfinalu in se uvrstila v finalu. V finalu je končala na 20. mestu s 61 točk.
Po tekmovanju je pesem postala viralena na TikToku in se uvrstil na več glasbenih lestvic po več državah. Avgusta 2022 je podpisala snemalno pogodbo z glasbeno pogodbo Columbia Records. Oktobra 2022 je bilo potrjeno, da bo Rosa Linn bila kot pred nastopajoča na koncertih Eda Sheerana na severnoameriškem delu njegove turneje +–=÷x med junijem in julijem 2023. Linn je s pesmijo »Snap« nastopila kot gostja na Mladinski Pesmi Evrovizije 2022, ki je potekalo 11. decembra v Erevanu.  Junija 2023 je izdala svoj debitantski EP z naslovom »Lay Your Hands Upon My Heart«.

## Diskografija

### Pesmi
| »Gitem«                                                                            | 2013 | —  | —  | — | — | — | — | — | — | —  | —  |                              |
| »King« (skupaj s Kiiara)                                                           | 2021 | —  | —  | — | — | — | — | — | — | —  | —  |                              |
| »Snap«                                                                             | 2022 | 20 | 29 | 8 | 6 | 6 | 4 | 8 | 8 | 21 | 67 | Lay Your Hands Upon My Heart |
| »WDIA (Would Do It Again)« (skupaj z Duncan Laurence)                              | 2022 | —  | —  | — | — | — | — | — | — | —  | —  |                              |
| »Never Be Mine«                                                                    | 2023 | —  | —  | — | — | — | — | — | — | —  | —  | Lay Your Hands Upon My Heart |
| »Hallelujah«                                                                       | 2023 | —  | —  | — | — | — | — | — | — | —  | —  | Lay Your Hands Upon My Heart |
| »Universe«                                                                         | 2024 | —  | —  | — | — | — | — | — | — | —  | —  |                              |
| »—« označuje singel, ki se ni uvrstil na lestvico ali ni bil izdan na tem ozemlju. |      |    |    |   |   |   |   |   |   |    |    |                              |